# Густав Олізар
Олізар Густав-Генрик-Атаназі Пилипович (пол. Gustaw Henryk Atanazy Olizar; 3 травня 1798 — 2 січня 1865, Дрезден) — представник спольщеного шляхетського роду Олізарів руського (українського) походження, київський губернський маршалок дворянства. Польськомовний поет.

## Короткий життєпис
Народився у Коростишеві 3 травня 1798 року. Батько — підчаший великий литовський Пилип Нереуш Олізар, мати Людвіка Немирович Щитт.
Дитинство Густава пройшло без матері — вона рано померла, тому його вихованням і навчанням займалися спочатку гувернантки.
Навчався у Житомирській гімназії, з 1808 — в Кременецькому ліцеї, директором якого був Тадеуш Чацький, але курсу не закінчив й поїхав в Італію, супроводжуючи хворого батька.
В Італії знайомиться з сестрою Наполеона — княгинею Поліною Боризе, яка хотіла використати молодого графа для втечі від австрійської влади, під наглядом якої перебувала. Та Густав не пішов на цю авантюру.
Однак йому не вдалося уникнути іншої: одруження на придворній дамі сестри імператора, графині Кароліні де Моло.
Дорогою додому з Італії помирає його батько. Густав одержує у спадок Коростишівський маєток. Однак тут його сімейне життя не склалося. І у 1819 році (хоч мав уже сина і доньку) через погані відносини з батьками дружини змушений був розлучитися.
У цей період Густав особливо багато спілкується із творчою інтелігенцією, читає польську та західноєвропейську літературу.
Дружні стосунки склалися у нього із відомим польським літератором того періоду генералом Крупинським та Алоїзом Фелінським. Саме Алоїз заохотив Густава до написання віршів і допомагав йому у цьому.
З 1814 року мешкав у Кременці, в 1821 році вибраний волинським губернським маршалом, але не затверджений губернатором, в тому ж році вибраний київським губернським маршалом та займав цю посаду до 1825 року. Масон, член ложі «Цілковита таємниця» в Дубно та «Увінчана доброчесність».
4 січня 1826 року був арештований у Києві та доставлений чиновником особливих доручень Даниловим в Петербург на головну гауптвахту 21 січня, цього ж дня був переведений у Петропавлівську фортецю (рос. «присылаемого графа Олизара содержать строго, но хорошо») в № 12 Кронверкської куртини.
Під час польського повстання 1830—1831 років висланий до Курська, у 1832 році виїжджає до Італії, а 1836 року повертається. Мешкав у своїх маєтках у Коростишеві та Горинці. Після польського повстання 1863 року виїжджає до Дрездена, де 2 січня 1865 року помирає.
Перша дружина — з 1814 року сардинського міністра гр. Кароліна де Моло, у шлюбі народилися Кароль та Людвіка (1823—1882). Друга дружина — з 1830 року гр. Юзефа (Жозефіна) Ожаровська. У 1824 році сватався до М. М. Раєвської (пізніше дружина С. Г. Волконського), але отримав відмову.
Брат Нарциз (1794–1862), під час повстання 1830—1831 років, — сенатор-каштелян Царства Польського, пізніше в еміграції.
Автор збірок віршів «Spomnienia G. О.» (Вільно, 1840-42) та «Pielgrzymki» (в «Atheneum» Крашевського, 1840, т. 3).
Густав неодноразово зустрічався з О. С. Пушкіним. Вірш О. С. Пушкіна «Графу Олізару» написаний 1824 року. В ньому закликає до миру і єднання між російським та польськими народами, а також відкриває співчуття нерозділеному коханню Олізара до Марії Раєвської (Волконської). 
Також йому пощастило познайомитися із видатним французьким письменником Оноре де Бальзаком, у якого в березні 1850 року був за боярина на вінчанні з графинею Евеліною Ганською у Бердичеві.

## Вшанування
Пам'ятник Густаву Олізару встановлений У травні 1999 року місті Коростишеві поблизу костелу та міського парку. Автор роботи — український скульптор Віталій Рожик.